# إدوارد زيس
إدوارد زيس أو إدفارد زايس (1 أكتوبر 1807 – 28 يونيو 1868) كان جراحًا ألمانيًا وطبيب عيون وُلد في دريسدن.
درس الطب في جامعات لايبتسغ وبون وميونخ، وحصل على درجة الدكتوراه في لايبتسغ عام 1832. بعد ذلك افتتح عيادة عامة في مسقط رأسه دريسدن، وأصبح لاحقًا أستاذًا للجراحة في جامعة ماربورغ عام 1844. في عام 1850 عاد إلى دريسدن وكان كبير الأطباء في المستشفى الجديد الذي تأسس في فريدريششتات (دريسدن).
في عام 1838 نشر أول كتاب دراسي عن جراحة التجميل بعنوان "Handbuch der plastischen Chirurgie" (دليل الجراحة التجميلية)، وهو الذي أسس مصطلح "plastische chirurgie" (جراحة التجميل). كتب مقدمته الجراح الشهير يوهان فريدريش ديفينباخ (1792-1847)، وقد تُرجم الكتاب لاحقًا إلى الإنجليزية. في عام 1838 نشر زيس دراسة حول أحلام المكفوفين.
اسمه مرتبط بالغدد الزهمية غدد زايس، التي تُوصف بأنها غدد زهمية تفتح في بصيلات أهداب العين، وكذلك بـ "دمل زيس"، وهو التهاب في إحدى غدد زيس.

## الأعمال المختارة
- Handbuch der plastischen Chirurgie (دليل الجراحة التجميلية)، 1838.
- Abhandlungen aus dem Gebiete der Chirurgie (أبحاث في مجال الجراحة)، 1845.
- Beiträge zur pathologischen Anatomie und zur Pathologie des Hüftgelenkes (مساهمات في علم الأمراض التشريحي وعلم أمراض مفصل الورك)، 1851.
- Die Literatur und Geschichte der plastischen Chirurgie (أدب وتاريخ الجراحة التجميلية)، 1863.
- Nachträge zur Literatur und Geschichte der plastischen Chirurgie (ملحقات لأدب وتاريخ الجراحة التجميلية)، 1864.
- "The Zeis Index and History of Plastic Surgery, 900 B.C.-1863 A.D." (فهرس زيس وتاريخ الجراحة التجميلية، 900 قبل الميلاد - 1863 بعد الميلاد)؛ دار نشر ويليامز وويلكينز، 1977 - 315 صفحة.
- "Zeis' Manual of Plastic Surgery" (دليل زيس لجراحة التجميل)؛ مطبعة جامعة أكسفورد، 1988 - 225 صفحة.[5]